# Luigi Kuveiller
Luigi Kuveiller (Roma, 3 ottobre 1927 – Fiano Romano, 10 gennaio 2013) è stato un direttore della fotografia italiano.
Attivo dagli anni cinquanta come operatore di ripresa e dalla seconda metà degli anni sessanta come direttore della fotografia, si affermò soprattutto grazie alla collaborazione con il regista Elio Petri, per il quale curò la fotografia di sette film consecutivi, da A ciascuno il suo (1967) fino a Todo modo (1976). Dagli anni novanta in poi si dedicò quasi esclusivamente a produzioni televisive.

## Biografia
Figlio di un artigiano decoratore, abbandonò presto gli studi e iniziò a lavorare a Cinecittà come apprendista nella troupe del direttore della fotografia Filiberto Emmanuel, esordendo sul set del film Redenzione (1943), di Marcello Albani.
Nel 1949 divenne consegnatario-macchina presso gli studi cinematografici Safa Palatino, dove collaborò con diversi direttori della fotografia. A partire dagli anni cinquanta iniziò la carriera di operatore alla macchina e lavorò fra gli altri con Aldo Scavarda in L'avventura (1960) di Michelangelo Antonioni e con Aldo Tonti in Barabba (1961).
Nel ruolo di direttore della fotografia esordì a quarant'anni, nel 1967, in A ciascuno il suo di Elio Petri. Il film segnò fra l'altro l'inizio del sodalizio artistico fra il regista, lo sceneggiatore Ugo Pirro e l'attore Gian Maria Volonté, che avrebbe dato vita a opere quali Indagine su un cittadino al di sopra di ogni sospetto (1970) e La classe operaia va in paradiso (1971), a entrambe le quali Kuveiller diede il proprio contributo visivo. Nello stesso periodo lavorò anche con Roberto Faenza, per il suo esordio Escalation (1968), con Marco Ferreri per L'harem, con Alberto Lattuada per Fräulein Doktor (1969), con Marco Bellocchio per Sbatti il mostro in prima pagina (1972) e con Mario Monicelli per Romanzo popolare (1974) e Amici miei (1975). Collaborò anche con Billy Wilder e Andy Warhol nelle loro trasferte italiane, rispettivamente per la commedia Che cosa è successo tra mio padre e tua madre? (1972) e per il dittico horror Flesh for Frankenstein (1973) e Andy Warhol's Blood for Dracula (1974). La sua attività professionale culminò a metà degli anni settanta con il cult Profondo rosso (1975) di Dario Argento, dopodiché Kuveiller si dedicò principalmente alla commedia di consumo, ad esempio lavorando regolarmente con Bruno Corbucci e Carlo Vanzina.
Con lo sceneggiato televisivo Cuore (1984) di Luigi Comencini incominciò a lavorare anche per la televisione, della quale poi si occupò esclusivamente a partire dalla metà dei novanta.
Morì a Fiano Romano nel 2013, all'età di 85 anni.

## Filmografia

### Cinema
- La grande olimpiade, regia di Romolo Marcellini (1961)
- Il diavolo, regia di Gian Luigi Polidoro (1963)
- Su e giù, regia di Mino Guerrini (1965)
- A ciascuno il suo, regia di Elio Petri (1967)
- L'harem, regia di Marco Ferreri (1967)
- Mangiala, regia di Francesco Casaretti (1968)
- Escalation, regia di Roberto Faenza (1968)
- Fräulein Doktor, regia di Alberto Lattuada (1969)
- La monaca di Monza, regia di Eriprando Visconti (1969)
- Un tranquillo posto di campagna, regia di Elio Petri (1969)
- Toh, è morta la nonna!, regia di Mario Monicelli (1969)
- Indagine su un cittadino al di sopra di ogni sospetto, regia di Elio Petri (1970)
- Michele Strogoff, corriere dello zar, regia di Eriprando Visconti (1970)
- Sledge (A Man Called Sledge), regia di Vic Morrow (1970)
- Una lucertola con la pelle di donna, regia di Lucio Fulci (1971)
- Il furto è l'anima del commercio!?..., regia di Bruno Corbucci (1971)
- La classe operaia va in paradiso, regia di Elio Petri (1971)
- Io non vedo, tu non parli, lui non sente, regia di Mario Camerini (1971)
- Causa di divorzio, regia di Marcello Fondato (1971)
- Boccaccio, regia di Bruno Corbucci (1972)
- Sbatti il mostro in prima pagina, regia di Marco Bellocchio (1972)
- Che cosa è successo tra mio padre e tua madre? (Avanti!), regia di Billy Wilder (1972)
- La proprietà non è più un furto, regia di Elio Petri (1973)
- Il mostro è in tavola... barone Frankenstein (Flesh for Frankenstein), regia di Paul Morrissey e Antonio Margheriti (1973)
- Le cinque giornate, regia di Dario Argento (1973)
- Dracula cerca sangue di vergine... e morì di sete!!!, regia di Paul Morrissey (1974)
- Delitto d'amore, regia di Luigi Comencini (1974)
- Romanzo popolare, regia di Mario Monicelli (1974)
- Il padrone e l'operaio, regia di Steno (1975)
- La mazurka del barone, della santa e del fico fiorone, regia di Pupi Avati (1975)
- Profondo rosso, regia di Dario Argento (1975)
- Amici miei, regia di Mario Monicelli (1975)
- Todo modo, regia di Elio Petri (1976)
- Il trucido e lo sbirro, regia di Umberto Lenzi (1976)
- Il comune senso del pudore, regia di Alberto Sordi (1976)
- Macchina d'amore, episodio di Basta che non si sappia in giro, regia di Nanni Loy (1976)
- L'altra metà del cielo, regia di Franco Rossi (1977)
- Io ho paura, regia di Damiano Damiani (1977)
- Goodbye & Amen, regia di Damiano Damiani (1977)
- Doppio delitto, regia di Steno (1977)
- Per vivere meglio divertitevi con noi, regia di Flavio Mogherini (1978)
- Pari e dispari, regia di Sergio Corbucci (1978)
- La mazzetta, regia di Sergio Corbucci (1978)
- La vita è bella, regia di Grigori Chukhraj (1979)
- Non ti conosco più amore, regia di Sergio Corbucci (1980)
- Giallo napoletano, regia di Sergio Corbucci (1980)
- Piedone d'Egitto, regia di Steno (1980)
- Mi faccio la barca, regia di Sergio Corbucci (1980)
- Chi trova un amico, trova un tesoro, regia di Sergio Corbucci (1981)
- Quando la coppia scoppia, regia di Steno (1981)
- Sballato, gasato, completamente fuso, regia di Steno (1982)
- Lo squartatore di New York, regia di Lucio Fulci (1982)
- Banana Joe, regia di Steno (1982)
- Scusa se è poco, regia di Marco Vicario (1982)
- Malamore, regia di Eriprando Visconti (1982)
- Il conte Tacchia, regia di Sergio Corbucci (1982)
- Il ras del quartiere, regia di Carlo Vanzina (1983)
- Grunt! - La clava è uguale per tutti, regia di Andy Luotto (1983)
- Al bar dello sport, regia di Francesco Massaro (1983)
- Flirt, regia di Roberto Russo (1983)
- Figlio mio infinitamente caro, regia di Valentino Orsini (1985)
- Via Montenapoleone, regia di Carlo Vanzina (1986)
- Italian Fast Food, regia di Lodovico Gasparini (1986)
- Una spina nel cuore, regia di Alberto Lattuada (1986)
- Yuppies - I giovani di successo, regia di Carlo Vanzina (1986)
- Montecarlo Gran Casinò, regia di Carlo Vanzina (1987)
- I miei primi 40 anni, regia di Carlo Vanzina (1987)
- Ti presento un'amica, regia di Francesco Massaro (1987)
- Codice privato, regia di Francesco Maselli (1988)
- La partita, regia di Carlo Vanzina (1988)
- Scandalo segreto, regia di Monica Vitti (1989)
- Nel giardino delle rose, regia di Luciano Martino (1990)
- Tre colonne in cronaca, regia di Carlo Vanzina (1990)
- Miliardi, regia di Carlo Vanzina (1991)
- Piedipiatti, regia di Carlo Vanzina (1991)
- Body Puzzle, regia di Lamberto Bava (1992)
- Piccolo grande amore, regia di Carlo Vanzina (1993)
- Delitto passionale, regia di Flavio Mogherini (1994)
- I mitici - Colpo gobbo a Milano, regia di Carlo Vanzina (1994)
- La strana storia di Olga O, regia di Antonio Bonifacio (1995)
- Squillo, regia di Carlo Vanzina (1996)
- Berlino '39, regia di Sergio Sollima (1999)

### Televisione
- Cuore, regia di Luigi Comencini (1984)
- Quo vadis?, regia di Franco Rossi (1985)
- L'ombra nera del Vesuvio, regia di Steno (1987)
- La ciociara, regia di Dino Risi (1988)
- Vita coi figli, regia di Dino Risi (1991)
- Italian Restaurant, regia di Gigi Proietti (1994)
- Il maresciallo Rocca, regia di Giorgio Capitani, Lodovico Gasparini, José Maria Sanchez (1996-2003)
- Mio figlio ha 70 anni, regia di Giorgio Capitani (1999)
- Commesse, regia di Giorgio Capitani (1999)
- Il ritorno del piccolo lord, regia di Giorgio Capitani (2000)
- La memoria e il perdono, regia di Giorgio Capitani (2001)
- Le ragazze di Miss Italia, regia di Dino Risi (2002)
- Papa Giovanni - Ioannes XXIII, regia di Giorgio Capitani (2002)
- Mai storie d'amore in cucina, regia di Giorgio Capitani e Fabio Jephcott (2004)

## Riconoscimenti
- Festival di Berlino 1969: premio speciale della giuria
- Premio Gianni Di Venanzo 2004: Esposimetro d'oro alla carriera